# 加夫列拉·米斯特拉爾

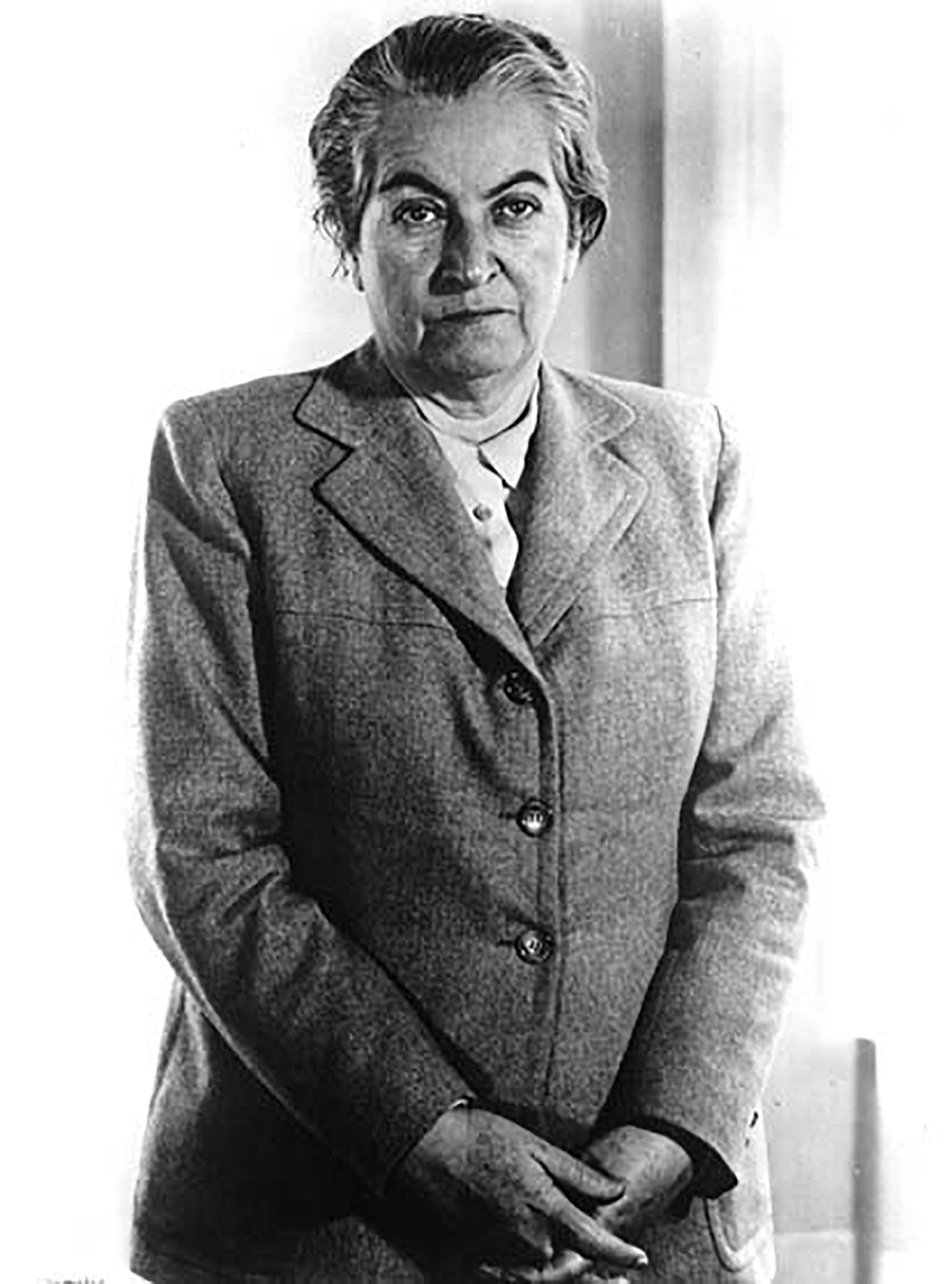
加夫列拉·米斯特拉尔

加夫列拉·米斯特拉尔（1889年4月7日—1957年1月10日）是智利作家和詩人，原名卢西拉·德玛丽亚·德尔佩尔佩图奥·索科罗·戈多伊·阿尔卡亚加（Lucila de María del Perpetuo Socorro Godoy Alcayaga）。加夫列拉·米斯特拉尔是她的行世笔名，名和姓分別取自她景仰的意大利詩人加布里埃爾·鄧南遮和法國詩人弗雷德里克·米斯特拉尔（1904年諾貝爾文學獎得主）的名和姓。

## 生平
米斯特拉尔1889年4月7日在智利的文庫納（Vicuña）出生，曾在智利首都聖地牙哥的智利大學、美國紐約哥倫比亞大學等著名學府擔任西班牙語文學教授。
她也是優秀的外交官和教育改革者，1922年她應邀到墨西哥協助當地教育部推動教育改革，改革的觸角除了各級學校，也延伸到各級圖書館。同年，紐約西班牙學院（Instituto de las Españas）出版她的第一本詩集《孤寂》。其內容和基本主題仍是愛情悲劇，手法細膩動人，詞句質樸、清新，感情深切、濃郁，突破了當時風行於拉丁美洲的現代主義詩歌風格。1924年，又出版了詩集《柔情》。之後，米斯特拉爾應邀赴美講學，回國後進入智利外交部任職。在繁忙的外交公務中，她仍堅持文學創作。1938年，她又出版了詩集《有刺的樹》。其題材十分廣泛，有歌頌大自然的，有反映印第安人的苦難和猶太民族不幸的，還有描寫被遺棄者的困苦的。此詩集大量採用民間創作手法，具有鮮明的民族特色。她的這一創作傾向對拉丁美洲抒情詩歌的發展產生了深遠的影響。
她在1945年獲諾貝爾文學獎，是拉丁美洲首位諾貝爾文學獎得主，也是至今唯一來自拉丁美洲的諾貝爾文學獎女性得主。1951年，她得祖國智利的國家文學獎（Premio Nacional de Literatura）。
1957年1月10日，米斯特拉尔在美國紐約長島逝世。

## 主要作品
- 〈死亡十四行詩〉--作家為懷念自殺身亡的戀人而作的詩。1914年，詩人在「聖地牙哥百花比賽詩會」上發表，不但獲得頭獎，而且名揚南美洲。
- 出版《孤寂》、《柔情》、《有刺的樹》等詩集。

## 作品的中譯
- 諾貝爾文學獎全集編輯委員會/編輯，《西蘭巴(1939)/顏生(1944)/米斯特拉蘭(1945)》，台北市：九五文化，1981年。
- 王永年/譯，《露珠：米斯特拉爾詩歌散文集》，上海市：上海譯文，1988年。
- 趙振江，《卡利列拉‧米斯特拉爾》，河北教育出版社，2004年。
- 陳黎、張芬齡/譯，《死亡的十四行詩：密絲特拉兒詩選》，台北市：寶瓶文化 ，2018年。

## 外部連結
- 诺贝尔官方网站关于加夫列拉·米斯特拉爾介绍（页面存档备份，存于）